# Christophe Detilloux
Christophe Detilloux (Liegi, 3 maggio 1974) è un dirigente sportivo ed ex ciclista su strada belga. Professionista dal 1996 al 2007, vinse la Boucle de l'Artois 1997. Dopo il ritiro dalle corse ha ricoperto incarichi di direttore sportivo per formazioni belghe, e dal 2019 è nello staff tecnico del team Wallonie Bruxelles/Bingoal/Wagner Bazin.

## Palmarès
- 1997 (Lotto-Mobistar, una vittoria)

Boucle de l'Artois

## Piazzamenti

### Grandi Giri
- Giro d'Italia

2002: 118º
2004: ritirato (16ª tappa)
2005: ritirato (3ª tappa)
- Vuelta a España

1999: ritirato (5ª tappa)
2006: fuori tempo massimo (5ª tappa)

### Classiche monumento
- Milano-Sanremo

2006: ritirato
- Giro delle Fiandre

2001: ritirato
2005: 49º
2006: ritirato
2007: ritirato
- Parigi-Roubaix

1999: 54º
2000: ritirato
2005: ritirato
2006: ritirato
- Liegi-Bastogne-Liegi

2001: ritirato
2002: ritirato
2005: ritirato
2006: ritirato
- Giro di Lombardia

2005: ritirato
2006: ritirato